# Posuzování vlivů koncepcí na životní prostředí
Posuzování vlivů koncepcí na životní prostředí neboli strategické posuzování vlivů na životní prostředí neboli strategická EIA (zkratkou SEA z anglického strategic environmental assessment) je proces posuzování vlivu střednědobých a dlouhodobých politických, hospodářských a dalších záměrů a přístupů na životní prostředí.
Na rozdíl od EIA neposuzuje konkrétní záměry, ale spíše strategie, politiky, plány nebo program. Příkladem může být posuzování Koncepce rozvoje regionální železniční sítě, Krajský plán odpadového hospodářství, Územní plán, Program zlepšování kvality ovzduší či Národní plán povodí Labe. Koncepce, které se týkají menšího území, podléhají pouze zjišťovacímu řízení. To rozhoduje, zda bude probíhat úplný proces SEA, či nikoliv.
Informační systém EIA/SEA v České republice provozuje Česká informační agentura životního prostředí (CENIA).